# 기타아마루메역
기타아마루메역(일본어: 北余目駅 きたあまるめえき[*])은 일본 야마가타현 히가시타가와군 쇼나이정에 위치한 동일본 여객철도 우에쓰 본선의 철도역이다. 상대식 승강장 2면 2선의 구조를 갖춘 지상역이다.

## 타는 곳
| 1 | ■ 우에쓰 본선   | 하행 | 사카타 · 우구혼조 · 아키타 방면     |
| 2 | ■ 우에쓰 본선   | 상행 | 아마루메 · 쓰루오카 · 무라카미 방면 |
| 2 | ■ 리쿠우사이 선 |      | 후루쿠치 · 신조 방면                |

## 역 주변
- JR 우에쓰 본선 탈선 사고 위령비

## 역사
- 1964년 2월 1일 : 개업.
- 1987년 4월 1일 : 일본국유철도 분할 민영화에 의해, 동일본 여객철도가 승계.

## 인접 역
| 동일본 여객철도 우에쓰 본선 · 리쿠우사이 선 | 동일본 여객철도 우에쓰 본선 · 리쿠우사이 선 | 동일본 여객철도 우에쓰 본선 · 리쿠우사이 선 |
| ------------------------------------------- | ------------------------------------------- | ------------------------------------------- |
| 아마루메 니쓰 방면                          | ■ 우에쓰 본선 · ■ 리쿠우사이 선             | 사고시 아키타 방면                          |